# دالیپبیناو
دالیپبیناو یک روستا و منطقه شهرداری در ایالت یاپ در ایالات فدرال میکرونزی است. این منطقه در بخش باختری آبخوست یاپ و شمال فرودگاه بین‌المللی یپ قرار دارد.

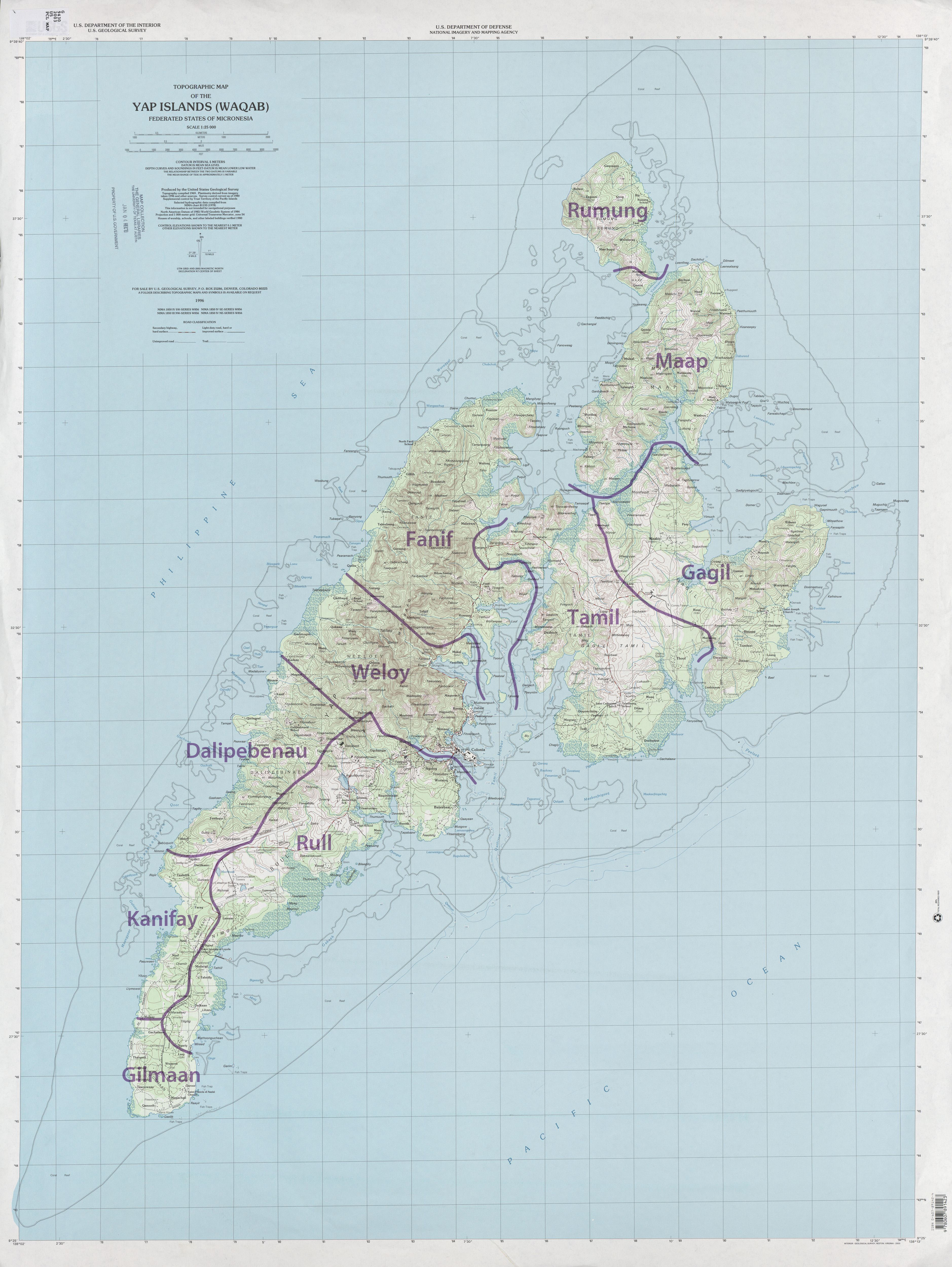
منطقه‌های شهرداری آبخوست یاپ